# Terrorismo nucleare
Il termine terrorismo nucleare indica l'utilizzo, oppure la minaccia di utilizzo di materiali radioattivi, armi radiologiche o persino armi nucleari in atti di terrorismo, includendo attacchi contro luoghi dove siano presenti materiali radioattivi. Secondo le convenzioni internazionali, il terrorismo nucleare è un crimine commesso quando una persona o una associazione, in modo illegale e intenzionale “utilizza in qualsiasi modo un materiale radioattivo con l'intento di causare morte o seri danni ad oggetti e persone”.
L'idea che dei gruppi terroristici possano avvalersi di armi nucleari  (specialmente quelle molto piccole e leggere, progettate "ad hoc" come la bomba atomica da zaino) è diventata una minaccia plausibile nella retorica e cultura degli Stati Uniti. Alcuni analisti pensano sia possibile che dei terroristi riescano ad impadronirsi di armi nucleari.

## Tipi di minacce
Due tra i pericoli principali associati ai reattori nucleari sono la proliferazione nucleare e il terrorismo nucleare. Un eventuale atto terroristico coinvolgente armi nucleari oppure materiali radioattivi potrebbe manifestarsi con diversi tipi di modalità. Tra queste quelle più probabili sono reputate essere le seguenti:
- un attacco ad un reattore nucleare.
- sabotaggio o manomissione degli impianti di un reattore nucleare al fine di causare una catastrofe
- furto di combustibile nucleare oppure scorie radioattive
- acquisto di materiali radioattivi per la costruzione di un ordigno nucleare o radiologico
- furto di un'arma nucleare[2]

## Storia
Già nel dicembre del 1945, alcuni politici cominciarono a preoccuparsi sulla possibilità che qualcuno contrabbandasse armi nucleari negli Stati Uniti, anche se come possibili responsabili ci si limitava a prendere i considerazioni solamente agenti di una qualche superpotenza dell'epoca della guerra fredda. Rappresentanti del Congresso interrogarono il "padre della bomba atomica," Robert Oppenheimer, sulla possibilità di rilevare una bomba atomica introdotta surrettiziamente:
Sen. Millikin: Noi... abbiamo dispositivi per il rilevamento di mine, che sono piuttosto efficaci... mi chiedevo se si potesse sviluppare un'apparecchiatura di qualche tipo per utilizzarla come difesa contro le bombe atomiche di piccole dimensioni.
Dr. Oppenheimer: se mi assumeste per girare attraverso le cantine di Washington per scoprire eventuali bombe atomiche, credo che l'attrezzo più importante a mia disposizione sarebbe un cacciavite per poter aprire le grate e guardarvi dentro. Non credo che basti camminare in mezzo al materiale da esaminare, brandendo un piccolo gadget per potere avere le informazioni necessarie.
Durante gli anni cinquanta questi interrogativi suscitarono ulteriori ricerche attorno al problema degli ordigni atomici contrabbandati.
Le prime discussioni riguardo alla minaccia di atti terroristici dovuti a gruppi estremistici risalgono agli anni settanta. Nel 1975 il giornale The Economist avvertiva che "Si può costruire una bomba con poche libbre di plutonio" e a metà degli anni ottanta, in tutto il mondo, le centrali nucleari potevano produrre circa 200.000 lb ogni anno. E ogni anno, a meno che non si cambino drasticamente i metodi attuali, molte migliaia di libbre di plutonio saranno trasferite dalle centrali agli impianti di separazione chimica a quelli di fabbricazione del combustibile, ecc. via via che procedono attraverso il ciclo del combustibile. I pericoli di subire dei furti mentre questi materiali si trovano in transito da uno stabilimento all'altro appaiono evidenti. Una cooperazione vigorosa tra i governi e l'AIEA potrebbe ridurre i rischi correlati ai trasporti di materiali radioattivi." Nel 1981 il New York Times commentava che l'origine del Nuclear Emergency Support Team "risale alla commozione suscitata dal massacro di Monaco nell'estate del 1972".
Fino a quella data, nessuno nel governo statunitense aveva preso in considerazione seriamente la potenziale minaccia dovuta al terrorismo internazionale, e ancora meno quella dovuta ad atti di terrorismo con sostanze radioattive. Esisteva la percezione a Washington che il valore di quello che viene chiamato materiale nucleare speciale - plutonio oppure uranio altamente arricchito -fosse così enorme che la semplice stretta contabilità finanziaria dei contrattisti privati che gestivano questo materiale sarebbe stata sufficiente a proteggerli dal cadere nelle mani sbagliate. Ma da allora, molte indagini hanno rivelato che la salvaguardia fisica del materiale della qualità necessaria a produrre le armi ("bomb-grade material") contro il furto era negletta in modo scandaloso."
Questa discussione divenne di carattere pubblico negli anni ottanta dopo che il network NBC mise in onda una fiction televisiva che rappresentava un attacco nucleare terroristico contro gli Stati Uniti

### Permissive Action Link
Nel 1986 un gruppo privato di esperti noto come "International Task Force on the Prevention of Terrorism" pubblicava un rapporto chiedendo con urgenza a tutti gli stati dotati di armi nucleari di prendere coscienza sui pericoli del terrorismo nucleare e di equipaggiare gli arsenali nucleari con dispositivi Permissive Action Link (un dispositivo elettro-meccanico che impedisce definitivamente la detonazione dell'arma nucleare dopo aver inserito qualche codice di sblocco errato, il dispositivo funziona particolarmente bene per ordigni al plutonio, che necessitano di una perfetta simmetria dodecaedrica dell'esplosione, non garantita da esplosivi esterni). Gli esperti avvertivano: "la probabilità che si verifichi il terrorismo nucleare sta aumentando e le conseguenze per le società urbanizzate e industriali potrebbero essere catastrofiche".

## Armi radiologiche

### Bomba nucleare "sporca"
Una possibile minaccia deriva dall'impiego di cosiddette bombe sporche. Una 'bomba sporca' potrebbe essere costruita con varie sostanze radioattive (come ad esempio il cobalto-60 utilizzato nella radioterapia) e da esplosivi convenzionali. Il materiale radioattivo verrebbe disperso dalla detonazione dell'esplosivo. La detonazione di una bomba di questo tipo pur avendo solamente meno un millesimo della potenza di un'esplosione nucleare, potrebbe comunque causare un fallout nucleare considerevole.
La Federazione degli Scienziati Americani sostiene che una bomba sporca sia una minaccia poco probabile, dal momento che lo stesso uranio usato per l'alimentazione delle centrali nucleari se non arricchito risulta solamente debolmente radioattivo. Il lentissimo decadimento dell'uranio garantisce infatti una bassa contaminazione radiologica in caso di dispersione ambientale, anche se permane pure sempre la sua tossicità, paragonabile a quella di metalli pesanti come mercurio e cadmio. Il reale pericolo radioattivo di questi ordigni risulterebbe quindi essere molto modesto. Il riconoscimento delle armi a bassa radioattività quali parte della classe delle armi atomiche potrebbe portare all'inclusione in tale categoria delle armi all'uranio impoverito. Non esiste ad oggi un trattato internazionale sulle armi all'uranio impoverito.

### Armi a dispersione radiologica
Esistono altre armi radiologiche, note come dispositivi di dispersione radiologica, che non si avvalgono di esplosivi. Nebulizzando la sostanza in un sistema di aerazione oppure contaminando acquedotti o altre risorse alimentari (con cobalto-60, iodio-129, iodio-131, cesio-137, polonio) si potrebbero colpire molte più persone per un tempo molto maggiore. Pertanto tale tipologia di arma potrebbe essere ambita da gruppi terroristici in quanto altamente efficace nel seminare il panico nella popolazione, lasciando un'area contaminata per un certo periodo di tempo, scoraggiando.

## Episodi di terrorismo nucleare e piani sventati

### Al-Qaida alla ricerca di armi nucleari
Nel novembre del 2006, il controspionaggio britannico MI5 denuncia che terroristi islamici, appartenenti ad al-Qaida avevano piani per l'impiego di armi nucleari contro città del Regno Unito, armi che sarebbero state ottenute grazie a mezzi clandestini.
Nel giugno del 2007, l'agenzia FBI fornì il nome di Adnan Gulshair el Shukrijumah, che si sospetta essere il leader operativo per lo sviluppo di piani tattici per la detonazione di bombe nucleari simultaneamente in alcune città americane.

### Alexander Litvinenko
Secondo Andrew J. Patterson, l'oscuro episodio verificatosi a Londra nel 2006, l'avvelenamento di Alexander Litvinenko con polonio radioattivo, "rappresenta un punto di svolta ominoso: l'inizio dell'era del terrorismo nucleare,".

### Incursioni nella centrale di Pelindaba in Sudafrica
In una puntata della trasmissione 60 Minutes (della CBS), si riferiva che nel novembre del 2007, intrusi con intenzioni non ben chiarite si infiltrarono nelle installazioni nucleari di Pelindaba, nei pressi di Pretoria, in Sudafrica. I ladri fuggirono senza essersi impossessati di nessuna quantità di uranio arricchito (weapons-grade) custodito nel centro.

### Incursioni nelle installazioni nucleari del Pakistan
Lo specialista in sicurezza Shaun Gregory ha scritto un articolo sostenendo che dei terroristi hanno attaccato le installazioni nucleari del Pakistan per tre volte nel recente passato; due volte nel 2007 e una nel 2008.

### Azerbaigian
Durante le schermaglie armeno-azere del 2020, l'Azerbaigian ha minacciato di lanciare attacchi missilistici contro la centrale nucleare armena.

## Recupero di armi e materiali nucleari perduti
Nell'agosto del 2002, gli Stati Uniti lanciarono un programma per localizzare e mettere in sicurezza l'uranio arricchito proveniente da 24 reattori di progettazione sovietica in 16 paesi, in modo da ridurre il rischio che i materiali cadano nelle mani di terroristi o di "stati canaglia". La prima operazione di questo tipo è stata il Project Vinca, "uno sforzo multinazionale, una joint venture pubblico-privato per rimuovere il materiale nucleare da un istituto di ricerca nella ex-Jugoslavia malamente vigilato."  Il progetto è stato salutato come "un successo della non-proliferazione" con il "potenziale di dare luogo a sforzi in una più ampia 'pulizia globale' allo scopo di affrontare uno degli anelli più deboli nella catena della non-proliferazione nucleare: strutture di ricerca nucleare civile insufficientemente vigilate."

### Scorie radioattive
Per poter ridurre il pericolo di attacchi utilizzando scorie radioattive, nel novembre del 2002 il commissario Loyola de Palacio dell'Unione europea propose la creazione di standard comuni per tutta la U.E., specialmente per i nuovi stati membri che ancora operavano reattori dell'era sovietica, in modo da stabilire le regole per un corretto trattamento, trasporto e immagazzinamento sotterraneo delle scorie nucleari.

## Nella fiction

### Libri
- Frederick Forsyth, Il Quarto Protocollo, romanzo di spionaggio del 1984, che ipotizza la detonazione di un'arma nucleare introdotta clandestinamente, nei pressi di una base militare britannica.

### Fumetti
- Nel fumetto argentino Il giorno del giudizio, scritto da Ricardo Barreiro e disegnato da Francisco Solano López, il protagonista, figlio segreto di Pablo Escobar, dopo aver ereditato il posto come capo della sua organizzazione dopo l'uccisione di questi, minaccia di far detonare degli ordigni atomici nelle più importanti città degli Stati Uniti

### Film
- Il film Agente 007 - Missione Goldfinger, basato sul libro di Ian Fleming, interpretato come protagonista da Sean Connery, narra di come il malvagio "Auric Goldfinger" si impossessi di una atomica "al cobalto", per farla esplodere dentro Fort Knox e fare aumentare di valore le proprie riserve in lingotti d'oro, da molto tempo accantonate.
- Nel film The Peacemaker vengono rubate nove testate nucleari, la decima viene fatta esplodere. Dopo aver recuperato otto delle nove testate si scopre che una è in mano a Dusan Gravich che vuole usarla per un atto terroristico a New York.

### Videogiochi
- In Metal Gear 2: Solid Snake, un'organizzazione di mercenari, dopo aver preso il potere nell'immaginaria nazione dell'Asia centrale di Zanzibar Land, assalta i vari centri di smaltimento di armi nucleari nel mondo, divenendo così l'unica potenza nucleare del mondo. Nel suo seguito Metal Gear Solid, ex-membri della Foxhound si impadroniscono del sito di stoccaggio di Shadow Moses, isola immaginaria dell'arcipelago Fox, minacciando gli Stati Uniti di lanciare un'arma nucleare.